# 泰里斯·哈利伯頓
泰里斯·約翰·哈里伯頓（英語：Tyrese John Haliburton，2000年2月29日—）是一名美國男子籃球員，生於威斯康辛州奥什科什，場上位置為控球後衛，目前效力於NBA印第安納溜馬。

## 个人生活
哈利伯顿的父亲是 John Haliburton，曾担任女子篮球教练，对他的篮球成长产生了深远影响。

## 大学生涯
在2018–19赛季，作为爱荷华州立大学的新秀，哈利伯顿场均出场33.2分钟，贡献6.8分、3.6次助攻和1.5次抢断，并在一场比赛中送出14次助攻，创队史单场助攻纪录。2019–20赛季场均15.2分、6.5助攻，被评为全Big-12第二阵容，随后放弃余下大学资格，参加2020年NBA选秀。

## 職業生涯

### 沙加緬度國王（2020–2022）
哈利伯頓在2020年NBA選秀第一輪第十二順位被沙加緬度國王選中。2020年11月27日，國王正式宣佈簽下哈利伯頓。
哈利伯頓在新秀賽季能以47.2%命中率、40.9%三分命中率交出場均13分5.3助攻的成績，並且只有1.6失誤。賽季結束後，入選NBA最佳新秀陣容第一隊。
2021-22賽季，哈利伯頓在賽季前半能以45.7%命中率、41.3%三分命中率交出場均14.3分7.4助攻成績，並且只有2.3失誤。

### 印第安那溜馬（2022–至今）
2022年2月8日，哈利伯頓、巴迪·希爾德和特里斯坦·湯普森被交易到印第安那溜馬，以換取多曼塔斯·薩博尼斯、賈斯汀·哈勒戴、傑里米·蘭姆和2023年第二輪選秀權。
在交易後，被溜馬視為新一代核心的哈利伯頓獲得了更多球權。2021-22賽季下半季，哈利伯頓能以50.2%命中率、41.6%三分命中率交出17.5分9.6助攻的成績。整個2021-22賽季，哈利伯頓場均15.3分8.2助攻。
2022-23賽季，哈利伯頓繼續進步。整個賽季能以49%命中率、40%三分命中率拿下20.7分10.4助攻，並且只有2.5失誤。作為控球後衛交出場均雙十的優異成績，讓哈利伯頓被認為正式踏入了頂級控球後衛的行列。而他也在這個賽季首次入選了2023年NBA全明星賽。此外，哈利伯頓和隊友巴迪·希爾德也都參加了2023年NBA三分球大賽。
2023年7月1日，哈利伯頓同意與溜馬隊續約一份為期五年的頂薪合約，價值高達2.6億美元。
2024年1月25日，哈利伯頓被選為在印第安那波利斯舉行的2024年NBA全明星賽的東部聯盟先發球員，這是他連續第二次入選，也是他第一次作為先發球員入選。2月5日，哈利伯頓宣佈將連續第二個賽季參加2024年NBA三分球大賽。

### 季后赛表现
2025年季后赛中，哈利伯顿以其关键表现多次命中绝杀投篮，被《卫报》评为“本季季后赛最具决定力的表现之一”。东部半决赛对阵尼克斯时，单场数据为32分、15助攻、12篮板且无失误，帮助球队取得3–1赛点。
NBA總決賽
在2025年NBA總決賽第七場比賽中，哈利伯頓在首節比賽中受傷。他在一次突破中無對抗下右腳跟腱拉傷倒地，表情痛苦並退出了本場比賽。受傷前，哈利伯頓已經拿到9分，三分球4投3中。他的受傷對溜馬的進攻和防守都產生了重大影響，最終溜馬以91比103不敵雷霆，無緣總冠軍。

## 生涯數據

### NBA

#### 例行賽
| 賽季    | 球隊   | GP  | GS  | MPG  | FG%  | 3P%  | FT%  | RPG | APG   | SPG | BPG | PPG  |
| ------- | ------ | --- | --- | ---- | ---- | ---- | ---- | --- | ----- | --- | --- | ---- |
| 2020–21 | SAC    | 58  | 20  | 30.1 | .472 | .409 | .857 | 3.0 | 5.3   | 1.3 | 0.5 | 13.0 |
| 2021–22 | SAC    | 51  | 51  | 34.5 | .457 | .413 | .837 | 3.9 | 7.4   | 1.7 | 0.7 | 14.3 |
| 2021–22 | IND    | 26  | 26  | 36.1 | .502 | .416 | .849 | 4.3 | 9.6   | 1.8 | 0.6 | 17.5 |
| 2022–23 | IND    | 56  | 56  | 33.6 | .490 | .400 | .871 | 3.7 | 10.4  | 1.6 | 0.4 | 20.7 |
| 2023–24 | IND    | 69  | 68  | 32.2 | .477 | .364 | .855 | 3.9 | 10.9* | 1.2 | 0.7 | 20.1 |
| 2024–25 | IND    | 73  | 73  | 33.6 | .473 | .388 | .851 | 3.5 | 9.2   | 1.4 | 0.7 | 18.6 |
| 生涯    | 生涯   | 333 | 294 | 33.0 | .477 | .392 | .855 | 3.7 | 8.8   | 1.5 | 0.6 | 17.5 |
| 明星賽  | 明星賽 | 2   | 1   | 20.5 | .750 | .700 | —    | 4.0 | 4.5   | 0.0 | 0.0 | 25.0 |

#### 季後賽
| 賽季 | 球隊 | GP | GS | MPG  | FG%  | 3P%  | FT%  | RPG | APG | SPG | BPG | PPG  |
| ---- | ---- | -- | -- | ---- | ---- | ---- | ---- | --- | --- | --- | --- | ---- |
| 2024 | IND  | 15 | 15 | 34.8 | .488 | .379 | .850 | 4.8 | 8.2 | 1.3 | 0.7 | 18.7 |
| 2025 | IND  | 23 | 23 | 33.6 | .463 | .340 | .828 | 5.3 | 8.6 | 1.3 | 0.7 | 17.3 |
| 生涯 | 生涯 | 38 | 38 | 34.1 | .474 | .358 | .833 | 5.1 | 8.4 | 1.3 | 0.7 | 17.9 |

## 荣誉与奖项
- 入选NBA全明星阵容：2023年（替补）、2024年（首发）。[16]
- 获得东部助攻王：2023–24赛季。[17]
- 参加2023年全明星赛三分球大赛。[18]

## 争议事件
2025年首轮第5场比赛后，John Haliburton在场边挥舞毛巾并与扬尼斯·阿德托昆博（ Giannis Antetokounmpo） 发生肢体对峙，引发争议；此后被禁赛至少8场。比赛后 Giannis 称 John 的行为“disrespectful”（不尊重），并强调“谦逊胜利”，Tyrese 自此公开表示不赞同父亲行为。

## 外部連結
- 泰雷塞·哈利伯顿在fiba.basketball（英语）
- 泰雷塞·哈利伯顿在NBA官網（英语）
- 泰雷塞·哈利伯顿在Basketball-Reference.com（NBA）（英语）
- 泰雷塞·哈利伯顿在Basketball-Reference.com（國際）（英语）
- 泰雷塞·哈利伯顿在Sports-Reference.com（NCAA）（英语）
- 泰雷塞·哈利伯顿在ESPN（NBA）（英语）
- 泰雷塞·哈利伯顿在Eurobasket.com（球員）（英语）
- 泰雷塞·哈利伯顿在Proballers（英语）
- 泰雷塞·哈利伯顿在RealGM（球員）（英语）
- 泰雷塞·哈利伯顿在Olympics.com（英语）